# Charaxes violitincta
Charaxes violitincta är en fjärilsart som beskrevs av Van Someren 1969. Charaxes violitincta ingår i släktet Charaxes och familjen praktfjärilar. Inga underarter finns listade i Catalogue of Life.